# Direito penal
O direito penal ou direito criminal é a disciplina de direito público que regula o exercício do poder punitivo do Estado, tendo por pressuposto de ação delitos (isto é, comportamentos considerados altamente reprováveis ou danosos ao organismo social, afetando bens jurídicos indispensáveis à própria conservação e progresso da sociedade) e como consequência as penas.
O direito penal varia de acordo com a jurisdição, e difere do direito civil, onde a ênfase se concentra principalmente na resolução de litígios e compensação de vítimas do que na punição.

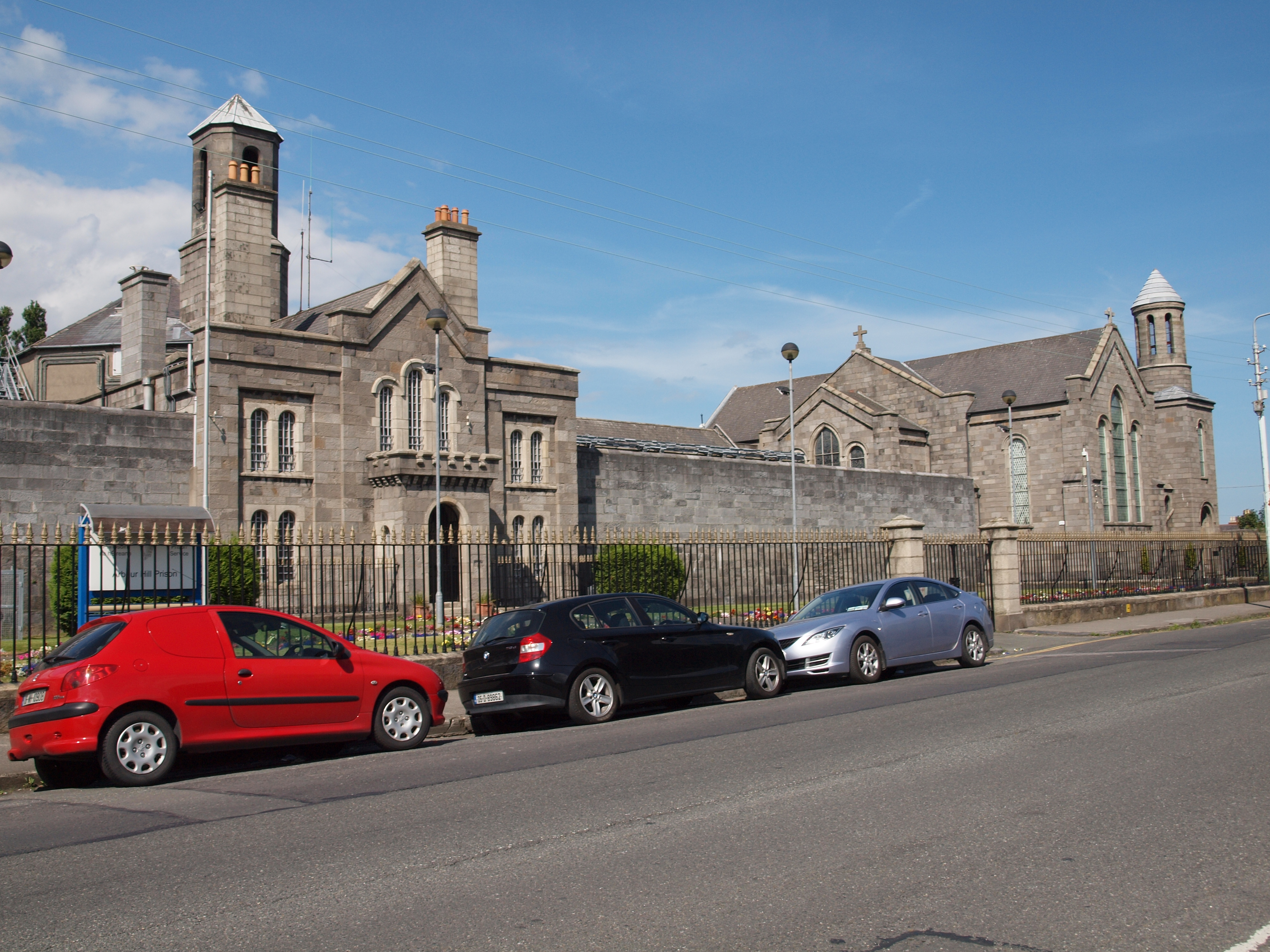
Prisão de Arbour Hill, em Dublin, na Irlanda. A detenção em prisões é uma das penas mais comuns no direito contemporâneo.

## História
O direito penal passou por várias fases de evolução, sofrendo influência do direito romano, grego antigo, canônico e também de outras escolas como a Escola Clássica do Direito Penal e a positiva. Essas influências serviram de base para o direito penal moderno, justificando a criação de princípios penais atuais sobre o erro, culpa, dolo etc.: daí, a importância do conhecimento da história do direito penal.

## Função do direito penal
Tradicionalmente, entende-se que o direito penal visa a proteger os bens jurídicos fundamentais (todo valor reconhecido pelo direito)
No crime de furto, por exemplo, o resultado é representado pela ofensa ao bem jurídico. "patrimônio"; no homicídio, há lesão ao bem jurídico "vida humana"; na coação, uma violação à liberdade individual. Essa seria a tríade fundamental de bens jurídicos tutelados coativamente pelo Estado: vida, liberdade e propriedade.
Além de proteger os bens jurídicos vitais para a sociedade, também existe o entendimento de que o direito penal garante os direitos da pessoa humana frente ao poder punitivo do Estado. Esta forma de encarar as funções do direito penal vem da tradição liberal, como explicitada pelo penalista espanhol Dorado Montero. Ainda que alguns questionem sua função garantista de direitos individuais, deve ela ser levada em conta na formulação das normas penais, a fim de poder evitar que o Estado de polícia se manifeste e se sobreponha ao Estado de direito. Como diz Zaffaroni, em toda ordem jurídica, ainda que democrática, o Estado de Polícia está sempre presente e pode conduzir, a qualquer momento, a um regime autoritário, seja de direita ou de esquerda, em detrimento das liberdades humanas.

### Crítica à função protetiva de bens jurídicos fundamentais.
Em face de algumas investigações no campo da criminologia e ainda das contribuições da sociologia, da ciência política e da filosofia, especula-se que essa função protetiva é meramente simbólica. Não há comprovação empírica de que, efetivamente, o direito penal proteja valores ou bens jurídicos, nem de que a referência a essa tarefa protetiva possa servir de fundamento legitimante de sua atuação. Da mesma forma, não é comprovado o contrário.
Diante dessa situação, a doutrina penal tem posto em dúvida a validade dessas normas, na medida em que apenas se fundamentem em finalidades programáticas, sem correspondência com a realidade de um Estado democrático de direito, que exige que as normas interventivas sejam precedidas de ampla discussão e só possam ser editadas se vinculadas a elementos concretos de legitimação. Essa afirmação, no entanto, encontra o argumento de que a produção das leis que determinam tais normas, sobre as quais está fundamentado o Estado democrático de direito, foram produzidas justamente através do que alegam não ter havido, ou seja, a ampla discussão. É bem verdade que a evolução do pensamento humano não pode aceitar que as leis sejam inflexíveis frente a argumentos novos e mais apropriados, não obstante, o Estado democrático de direito só pode existir se as leis vigentes são respeitadas. Os novos argumentos precisam, então, serem avaliados e discutidos amplamente, sem casualidades, vícios e principalmente sem prejuízo do que já há estabelecido em lei.
Buscando sedimentar as normas penais em substratos apreensíveis, o professor Wolfgang Naucke, catedrático da Universidade de Frankfurt (Alemanha), postula pela substituição dos bens ou valores jurídicos pelo conceito de "direito subjetivo". A incriminação, dessa forma, só estaria legitimada se voltada à proteção de direitos subjetivos reconhecidos, mas não de bens ou valores jurídicos simbólicos. A proteção à pessoa por meio da incriminação do homicídio, por exemplo, estaria legitimada porque a ela se reconhece em todos os continentes o direito subjetivo à vida. O conjunto desses direitos subjetivos constituiria, segundo Wolfgang Naucke, a base de toda ordem jurídica democrática.
Embora sob outros enfoques, a crise da função protetiva do direito penal vem sendo também discutida na América Latina, principalmente por Eugenio Raúl Zaffaroni na Argentina e Juarez Tavares no Brasil: o primeiro, catedrático da Universidade de Buenos Aires; o segundo, catedrático da Universidade do Estado do Rio de Janeiro.
Mesmo, porém, que se adote a noção de bem jurídico como objeto de proteção do direito penal, parece ser necessário proceder-se a uma redução de seu conceito, a fim de diferenciá-lo das simples funções, com as quais não deve ser confundido. Não se enquadrariam, assim, no conceito de bem jurídico meros sentimentos, sensações, opiniões, moralidade como tal, amor, ódio, fidelidade, controle do tráfego, controle de circulação de pessoas etc. Portanto, segundo essa óptica, não se deve falar de função ético-social do direito penal, ao alegarem que o direito penal, como dizem, qualquer direito deveria separar com bastante nitidez as linhas divisórias do que seja legal e do que seja ético ou moral; sendo que, dessa forma, só o que possa ser legal como contribuição do consenso exercido em um Estado democrático pode ser legitimamente exigido.
Entretanto, esse pensamento ignora que as diretrizes morais e éticas dominantes, sob as quais se fundamentam todas as sociedades desde os primórdios da civilização, hoje eleitas democraticamente na forma de legisladores, devem prevalecer, ou a sociedade e sua função deixaria de existir, instalando-se a desordem anárquica, não sendo portanto edificante para a evolução do pensamento e condutas humanas, e impossibilitando a manutenção da vida, liberdade e propriedade, deveres atuais do Estado. Outra corrente conclui que, sem um código de conduta moral, não há sociedade, apenas caos.

### Crítica à função de garantia do indivíduo
Há pensadores que entendem que, embora seja louvável a política de controle da criminalidade, como recurso a assegurar a todas as pessoas o pleno exercício de seus direitos subjetivos, não pode ela, porém, iludir, dizem, a população com a ideia de que com a simples incriminação de certas condutas se construirá uma sociedade verdadeiramente protegida e livre de qualquer mazela ou perturbação. Dizem que a sociedade será protegida na medida em que o Estado atenda aos direitos dos cidadãos, dentre os quais se incluem, indistintamente, todas as pessoas. Este pensamento, entretanto, é combatido por outra corrente que entende ser o indivíduo responsável por seus atos nos termos da lei, e o Estado tem a obrigação de zelar para que as leis possam ser aplicadas para regular as relações entre os indivíduos, ou seja, preservar a sociedade e o Estado de direito, sendo que a tutela excessiva do Estado mostrou-se desastrosa e, quando aguda, produz ditaduras de direita ou de esquerda.
O direito penal, como arma jurídica do Estado, não pode ser o principal meio de controle e garantia dos direitos individuais e coletivos, pois a repressão e a força do Estado não conseguem, quando única política aplicada, diminuir o nível de criminalidade dentro de uma nação. O Estado democrático de direito tem outros meios de se evitar o alto índice de criminalidade, como o investimento em educação e segurança pública, sendo o direito penal o ramo do direito de extremo poder quando todos os outros ramos nada conseguiram fazer.
Enquanto alguns pensam que a sociedade não deve esperar que as penas severas sancionadas pelo Juízo criminal venham causar temor nos indivíduos ao ponto de respeitarem entre si seus direitos individuais e coletivos, outros defendem que o indivíduo imputável perante a lei consegue medir de forma pragmática a gravidade de determinadas ofensas através do peso que a sociedade imputa a essas condutas.
O poder executivo do Estado tem o dever constitucional de garantir e executar os direitos individuais e coletivos das pessoas na sociedade, sendo sua a real competência de trabalhar para garantir o direito a educação, saúde mental e corporal, direitos trabalhistas, a manutenção dos bens públicos, o incentivo ao lazer e os diversos meios de se evitar a atuação do direito penal.

## Limitações ao direito penal
Prevalecem, no Direito Penal, exigências ético-sociais da plena garantia do respeito aos direitos humanos do indivíduo. Assim sendo, são necessários: o respeito à dignidade da pessoa humana (princípio da dignidade da pessoa humana e humanidade das penas); o caráter estritamente pessoal da pena (princípio da pessoalidade); o respeito ao princípio da proporcionalidade; e a ampla e contraditória defesa (princípio do devido processo legal da instrução criminal).
Deve-se, sempre, ter em mente que o direito penal, por ser o mais gravoso meio de controle social, deve ser usado sempre em último caso (ultima ratio) e visando sempre ao interesse social, não podendo transformar-se em instrumento de repressão à serviço dos governantes, a exemplo do que ocorre nos Estados policiais.
O direito penal, sendo a ultima ratio, não deve ser acionado para reprimir atos ilícitos insignificantes para a sociedade, de caráter estritamente privado e sem valor para a sociedade local. Isso quer dizer que o crime deve ser necessariamente uma conduta ilícita geradora de um dano a algum bem jurídico público ou privado capaz de despertar a fúria do interesse coletivo, de forma a movimentar o Poder Judiciário e aplicar o devido processo legal.
O direito penal não deve ser usado para punir crimes como furtos de alimentos em pequenas quantidades por ocasião de fome do delinquente, por exemplo, devendo ser invocados os princípios da insignificância e proporcionalidade na análise dos crimes e imputamento de penas. No entanto, muitas vezes estes princípios não tem sido observados, levando ao encarceiramento de populações mais vulneráveis, frequentemente denunciados por advogados criminalistas. Em Salvador, por exemplo, do total de furtos em 2017, 11,5% foram famélicos. Já em 2021, a cifra saltou para 20,25%, mesmo com subnotificações geradas pela pandemia. Já o furto de um prato de comida em São Paulo deu margem à  sentença de 6 anos em regime fechado, que foi confirmada pelo TJSP.